# Gundlahalli, Dod Ballapur
Gundlahalli là một làng thuộc tehsil Dod Ballapur, huyện Bangalore Rural, bang Karnataka, Ấn Độ.